# Marc Caro
Marc Caro (Parijs, 2 april 1956) is een Franse filmmaker en cartoonist, best bekend van zijn regieprojecten met Jean-Pierre Jeunet. Ze leerden elkaar kennen op een filmfestival in 1974, en hebben samen ondertussen al drie korte films en twee langspeelfilms geregisseerd.
Zijn eerste langspeelfilm als solo-regisseur heette Dante 01.

## Filmografie

#### Als regisseur
- Le bunker de la dernière rafale (1987)
- Delicatessen (1991)
- La cité des enfants perdus (1995)
- Dante 01 (2008)

#### Als scenarioschrijver
- Delicatessen (1991)
- La cité des enfants perdus (1995)
- Dante 01 (2008)

#### Als storyboardschrijver
- Delicatessen (1991)
- La cité des enfants perdus (1995)
- Alien Resurrection (1997)

- Bibsys: 1085221
- Bibliothèque nationale de France: cb126551438 (data)
- Gemeinsame Normdatei: 139989463
- International Standard Name Identifier: 0000 0000 8404 7703
- Library of Congress Control Number: n93039093
- MusicBrainz: fdb9c647-f7ff-4ad4-88ae-43f80c44de0f
- Nationale Bibliotheek van Tsjechië: xx0151573
- Nationale Bibliotheek van Israël: 987007444814105171
- Nederlandse Thesaurus van Auteursnamen: 100805337
- Système universitaire de documentation: 066909783
- Union List of Artist Names: 500250869
- Virtual International Authority File: 103308222
- WorldCat: E39PBJycVmwkGXkKBRGfFhdfbd